# あおいパーク

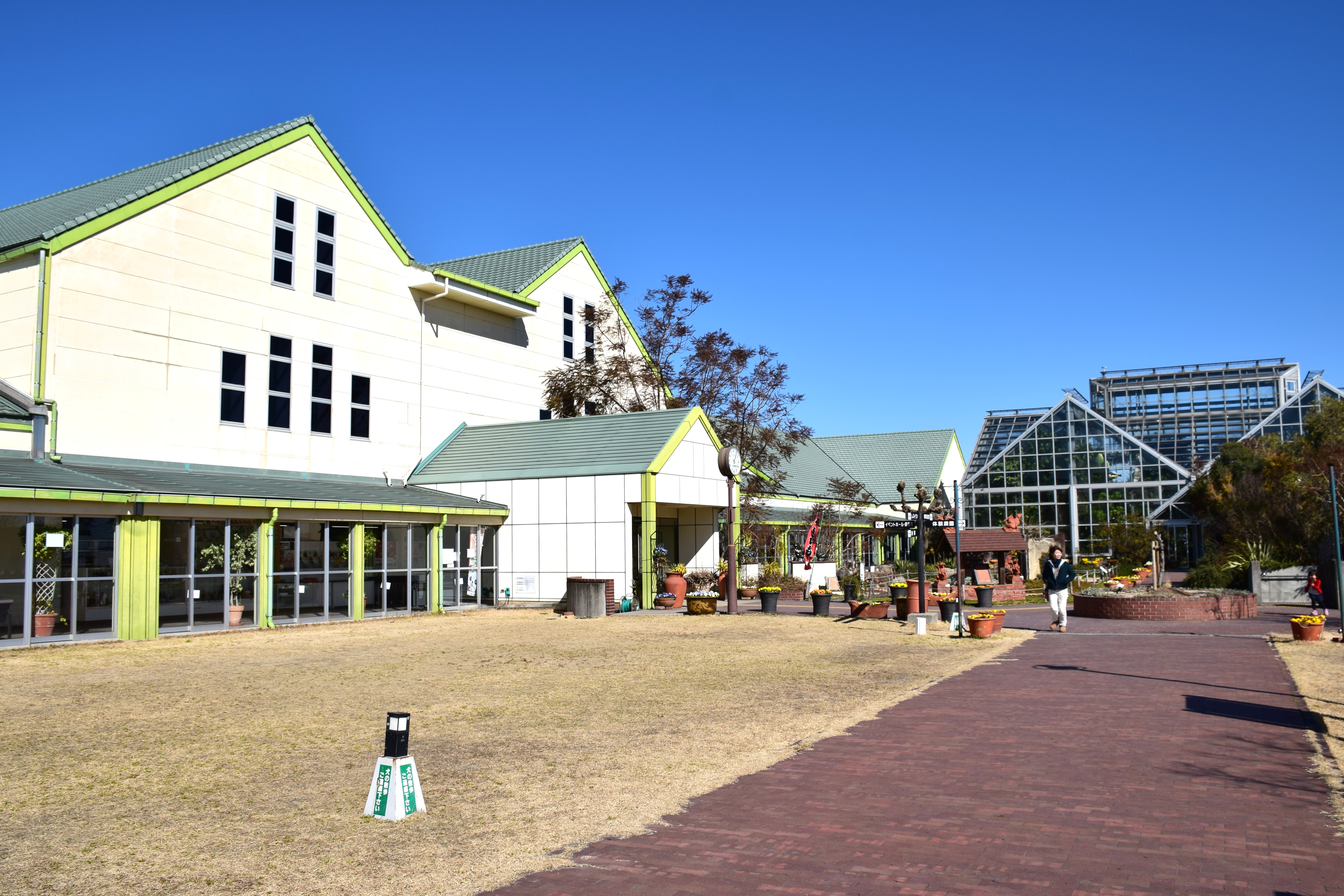
あおいパーク

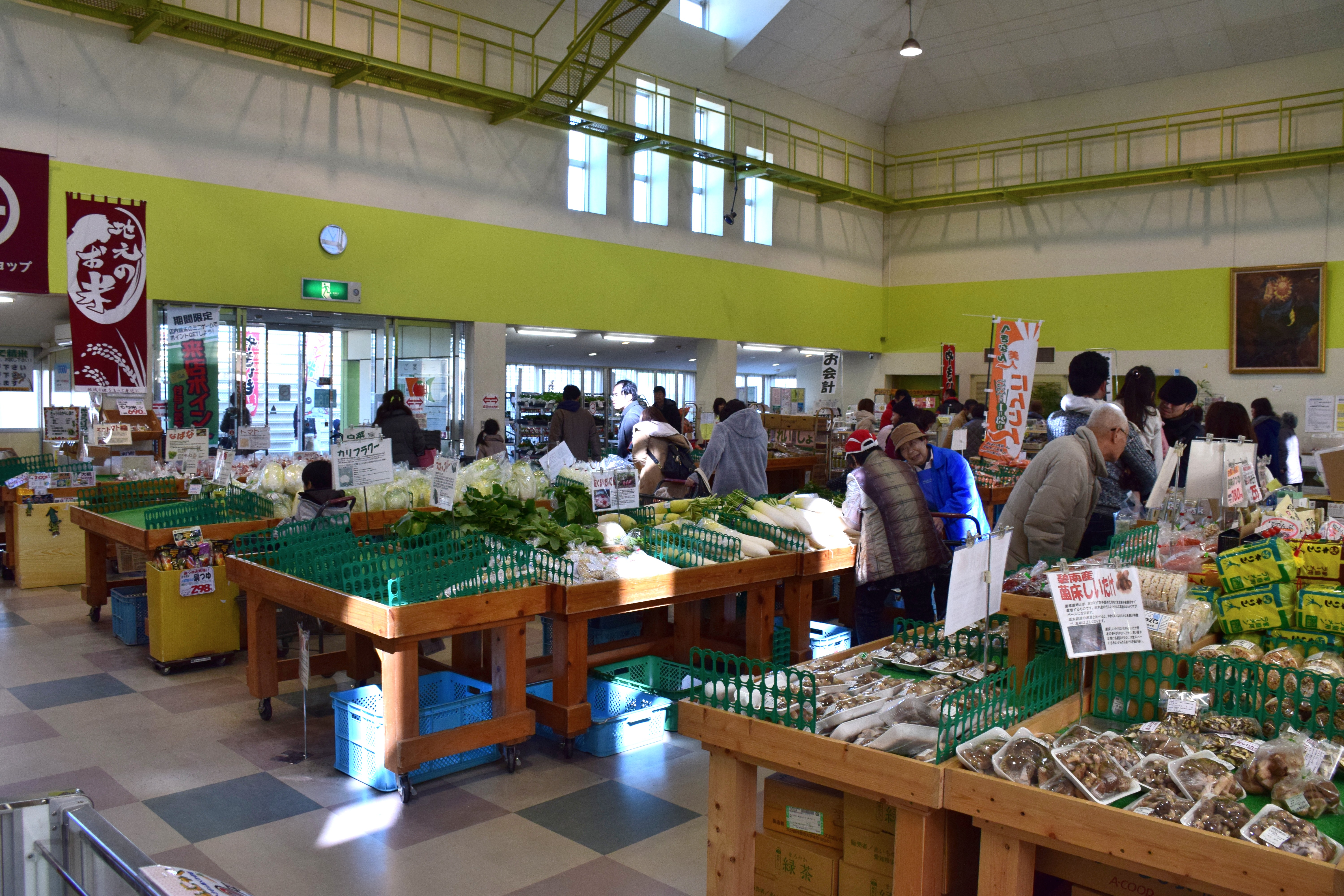
もぎたて広場

あおいパークは、愛知県碧南市にある農業と食と健康をテーマとした体験型施設である。正式名称は「碧南市農業活性化センター あおいパーク」。
運営は碧南市が行っている。

## 概要
工業と共に農業も盛んな愛知県西三河地方の碧南市にある施設で、市制施行50周年を記念して1998年（平成10年）4月に開園した。
館内には農産物の販売を行う「もぎたて広場」や「ハーブのお風呂」、農産物のもぎ取り体験ができる「もぎとり体験農園」、さまざまな種類のハーブを栽培している「ハーブ園」などがある。
開園から10周年となる2008年（平成20年）7月10日には累計来園者数が1000万人を突破した。
休館日は月曜日と年末年始（毎年12月30日から1月3日）。入園料は無料。

## 施設
- もぎとり体験農園（野菜の収穫体験が可能）
- もぎたて広場（農産物直売所）
- レストラン「だいどころ」
- ハーブのお風呂（ハーブ湯は水・金・日のみ）
- 観賞温室（植物園）

## 所在地
- 愛知県碧南市江口町3丁目15番地3

## アクセス
- 名鉄三河線 碧南中央駅から碧南市コミュニティバス「くるくるバス」（乗車無料）で「あおいパーク」停留所下車で約20分。
- 知多半島道路 阿久比ICより約40分。